# Ralsko (Berg)
Der Ralsko (deutsch Rollberg oder Roll) ist ein 696 m n.m. hoher, isoliert liegender Kegelberg im Norden Tschechiens. Auf seinem Gipfel befindet sich die Ruine der gotischen Burg Ralsko (Rollburg). Der Gipfelbereich steht seit 1967 als Nationales Naturreservat unter Schutz.

## Lage und Umgebung
Der Ralsko liegt 16 km östlich von Česká Lípa (Böhm. Leipa) und 22 km westlich von Liberec (Reichenberg). Am Fuß des Bergmassivs befinden sich die Städte Stráž pod Ralskem (Wartenberg), Mimoň (Niemes) und Ralsko (Roll) sowie die Gemeinde Noviny pod Ralskem (Neuland). Touristisch interessant ist der bei Neuland liegende Polzendurchbruch (Prurva Ploučnice), früher auch Höllenschlund oder Teufelsloch genannt, wo die Ploučnice (Polzen) über einen künstlichen Kanal unter einem natürlichen Felsriegel durchfließt. An der Westflanke des Berges befindet sich die Felsgruppe Vranovské skály mit der Julienaussicht.

## Geologie
Die Flanken des Berges bestehen aus tonig-sandigen Sedimentgesteinen der Kreide, die im Tertiär durch vulkanische Massen durchbrochen wurde. Ferner sind Reste diluvialer Gerölle abgelagert und kleine Ausbisse von Olivinbasalt und Sodalith-Phonolith vorhanden. Der vulkanische Durchbruch hat die Decke aus mittelkörnigem Sandstein der Oberkreide (Iser-Schichtenfolge) an der Basis des Berges angehoben, die von nordwestlicher Hauptrichtung zur Bergflanke Kontakt haben und sonst von basaltischen Gesteinsmassen überdeckt sind. An der Westseite sind diese Sandsteine in der Felsgruppe Vranovské skály aufgeschlossen. Der Gipfelfelsen des Berges besteht aus einem Tephrit, der auf der Südseite eine eindrucksvolle Blockhalde bildet.

## Geschichte

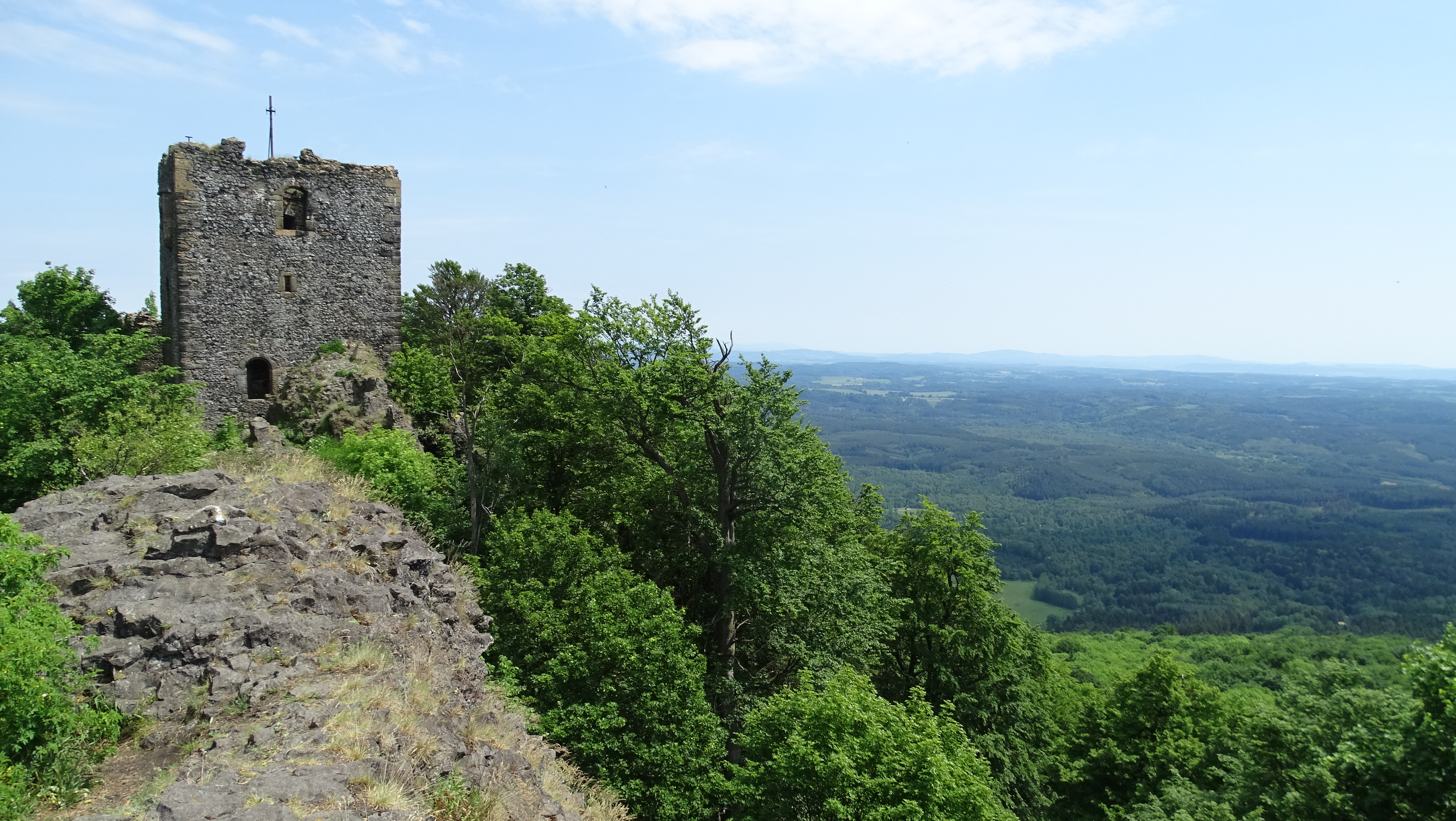
Burgruine

Erste eindeutige Belege für die Existenz der Rollburg stammen aus dem 14. Jahrhundert, vermutlich wurde jedoch eine erste hölzerne Burganlage schon im 13. Jahrhundert errichtet. Die ältesten erhaltenen Teile der Burg sind die beiden mächtigen Wohntürme, die wahrscheinlich schon im 14. Jahrhundert entstanden sind. Im 15. Jahrhundert wurde die Burg offensichtlich nochmals umfangreich erweitert, dabei entstand auch eine mächtige Schildmauer, deren Funktion angesichts der Lage auf einem hohen Berg unklar ist. Von den Truppen des Sechsstädtebundes wurde die Burg 1468 erobert. Dabei bediente man sich einer List, man drang kurzerhand mit dem von der Weide zurückkehrenden Vieh in die Burg ein. Im Jahre 1505 wird die Burg schon als wüst erwähnt.
Anfang des 20. Jahrhunderts fanden erste (unsachgemäße) Erhaltungsmaßnahmen an der Ruine statt, um die Anlage für die Zukunft zu erhalten.
Ab 1905 führte der berühmte Kegelweg über den Gipfel, immer mehr Touristen besuchten den Berg. Nach 1945 lag die Ostseite des Berges im Sperrgebiet des Truppenübungsplatzes Ralsko, sodass der Berg nur noch eingeschränkt zugängig war. Kyrillische Inschriften der ab 1968 dort stationierten Sowjetsoldaten sind auch heute noch an der Ruine sichtbar. Seit 1992 führen wieder markierte Wanderwege zum Gipfel.

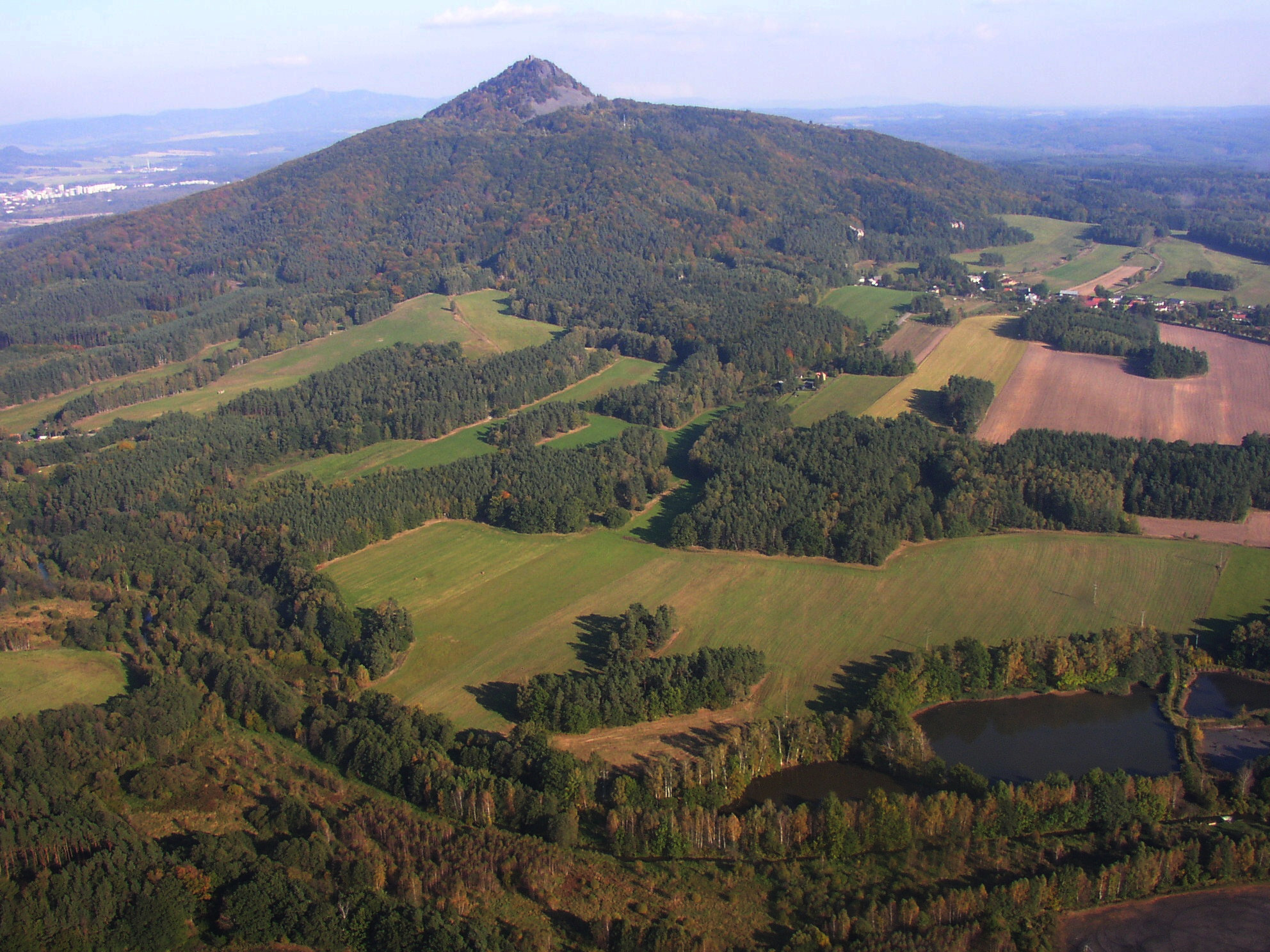
Luftbild von Süden

### Namensgebung
Der Ursprung des Burg- und Bergnamen roll, ral, ról, roi oder roy lässt verschiedene Deutungen in altgermanischen und keltischen Dialekten, ebenso wie eine biblische oder hebräische Deutung zu.

## Aussicht

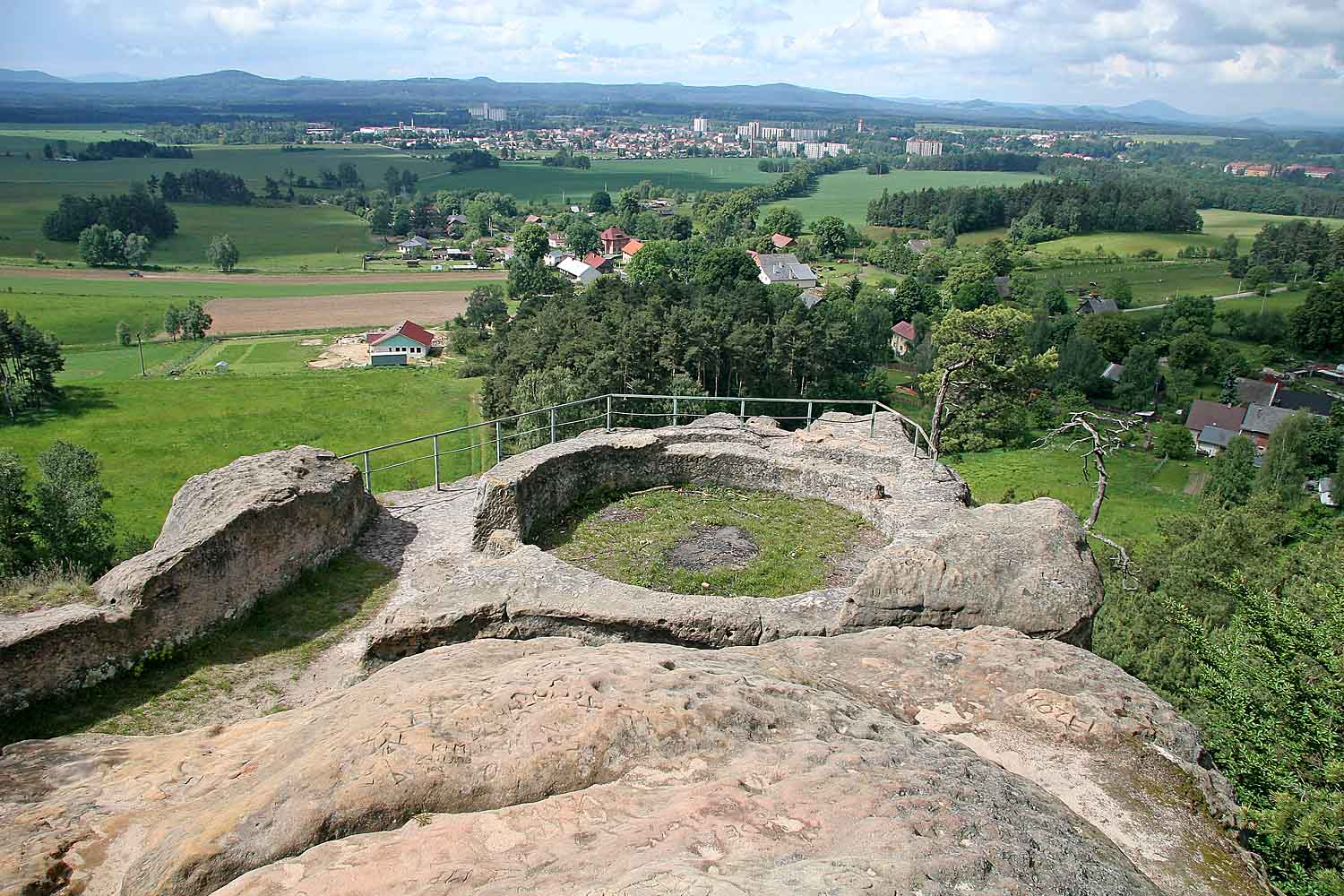
Julienshöhe mit Blick nach Südwesten

Vom Ralsko bietet sich eine halb Nordböhmen umfassende 360° Rundumsicht, vergleichbar nur mit der Aussicht vom Milleschauer (Milešovka). So hat man einen schönen Ausblick auf das Lausitzer Gebirge mit Lausche und Hochwald, den Jeschken (Ještěd), den Großen und Kleinen Bösig (Bezděz), das Böhmische Mittelgebirge mit dem Hohen Geltsch (Sedlo), das Riesengebirge mit der Schneekoppe (Sněžka), aber auch auf die Sandsteingebirge Nordböhmens wie Daubaer Schweiz und Kummergebirge. Im Osten schweift der Blick zu den Höhen des Böhmischen Paradieses (Český ráj), deutlich ist zum Beispiel die Ruine der Burg Trosky zu erkennen.
Eine schöne Aussicht hat man auch von der Juliina vyhlídka (Julienshöhe) am Fuß der südlichen Flanke des Berges. Von dort schweift der Blick über das nahe Mimoň (Niemes) und weiter zu den Anhöhen der Daubaer Schweiz und des Kummergebirges.

## Routen zum Gipfel
- Über den Berg verläuft der heute rot markierte ehemalige Kegelweg. Dieser verläuft von Mimoň (Niemes), über Vranov (Rabendorf) und dann ansteigend an der Juliina vyhlidka (Julienhöhe) vorbei zum Gipfel mit der Ruine.